# Гільдегард Беренс
Гільдегард Беренс (нім. Hildegard Behrens; 9 лютого 1937 — 18 серпня 2009) — німецька оперна співачка, яку вважали одним з найкращих вагнерівських сопрано.
Гільдегард Беренс народилася в 1937 році в місті Фарель, вчилася в університеті Фрайбурга, де отримала ступінь юриста, і лише потім серйозно зайнялася музикою. На професійній сцені вона дебютувала в 1971 році в «Весіллі Фігаро» в партії графині, а вже в 1976-му її запросили в Метрополітен-опера, де вона виступала до 1999 року. В середині 1970-х її «відкрив» Герберт фон Караян, у якого вона блистала в заголовній партії в «Соломії» Штрауса на Зальцбурзькому фестивалі.
Коронними партіями Беренс були Брунгільда в «Валькірії», Сента в «Летючому голландці», Ізольда в «Тристані і Ізольді» Вагнера; також вона виступала в операх Моцарта, Пуччіні, Масканьі, Берга.
Померла в Японії у віці 72 років. Похована співачка у Відні.
Беренс була лауреатом численних нагород, включаючи премію Леоні Соннінг, «Греммі», ордени «За заслуги перед ФРН».